# Lisie Kąty (województwo opolskie)
Lisie Kąty (niem. Fuchswinkel) – wieś w Polsce, położona w województwie opolskim, w powiecie nyskim, w gminie Paczków.
W latach 1975–1998 miejscowość administracyjnie należała do ówczesnego województwa opolskiego.

## Toponimia
Pierwsza zanotowana nazwa wsi po łacińsku brzmiała "Ube silva fuit" tłumaczenie tego słowa to "Gdzie był las" co oznacza, że osada powstała w miejscu lasu. Później obowiązywała nazwa Fuchswinkel, która funkcjonowała do końca II wojny światowej. Nazwa obecna tak samo jak niemiecka pochodzi od zwierzęcia, którym jest lis.

## Historia
Historia miejscowości sięga XIII wieku. W dokumentach z tego okresu wioska była znana pod nazwą "Ube silva fuit". W okresie późniejszym zmieniono jej nazwę na "Fuchswinkel". Początkowo osada prawdopodobnie była własnością biskupów wrocławskich, jednak w nieznanych okolicznościach przeszła w ręce śląskiego rycerstwa. W drugiej połowie XV wieku Lisie Kąty były częścią posiadłości Joachima Czernina, członka rady biskupiej i syna Hipolita Czernina, który był starostą Głuchołaz, Zlatych Hor i Nysy.

## Zabytki
Do wojewódzkiego rejestru zabytków wpisany jest:
- zespół dworski, z 1600 r., z poł. XIX w.:
  - dwór z basztą
  - spichrz
  - gołębnik
  - kaplica.

## Bibliografia

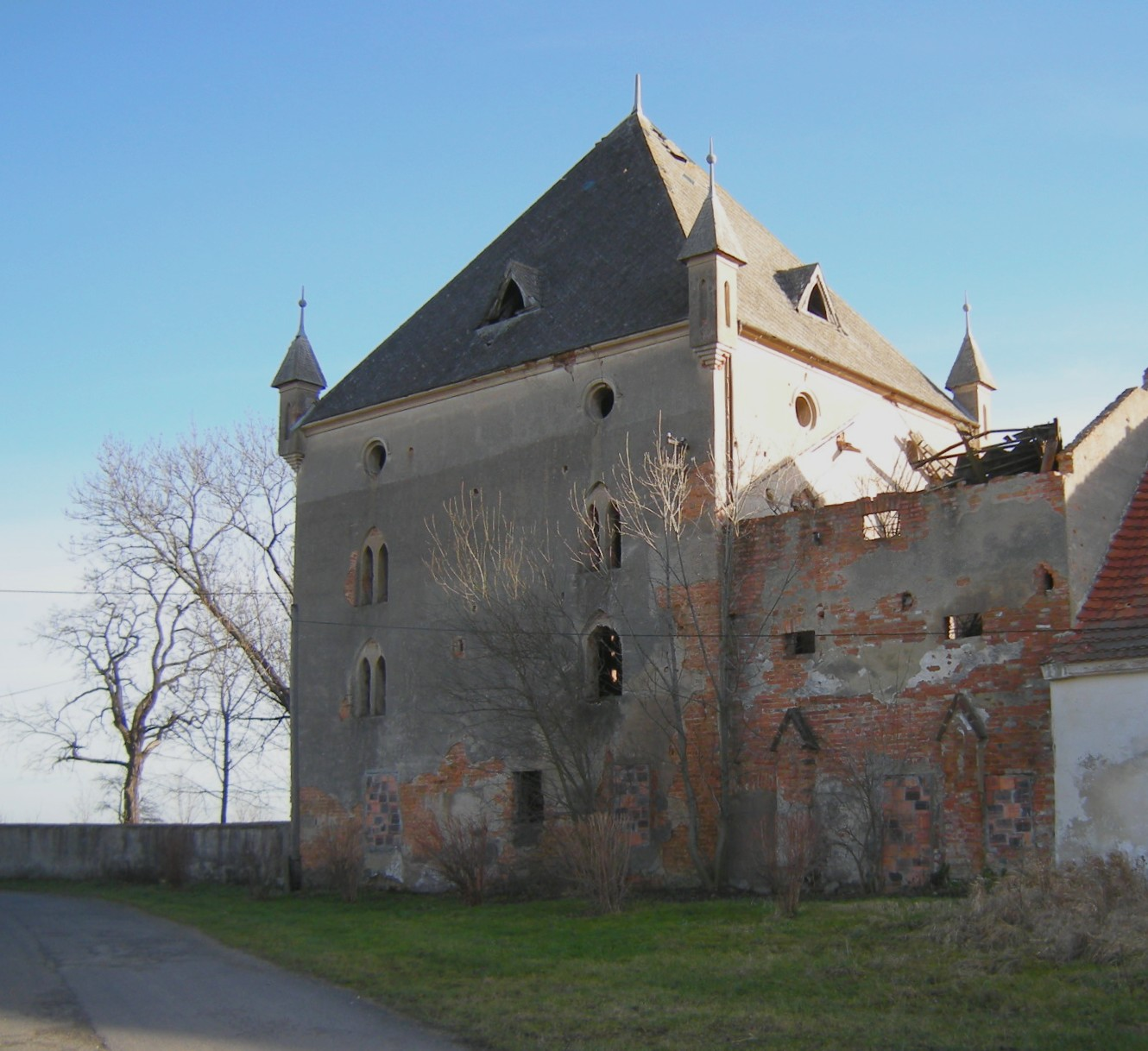
Ruina baszty dworu.